# Angry Dad: The Movie
"Pai Raivoso - O Filme" é o décimo quarto episódio da 22ª Temporada de Os Simpsons. Ele foi originalmente ao ar no dia 20 de fevereiro de 2011.

## Sinopse
O curta de Bart no episódio "O Ataque do Papai Furioso" sobre um pai totalmente furioso, é indicado ao Oscar. Ricky Gervais, Halle Berry e Russel Brand vão participar da entrega do prêmio. A cantora Lady Gaga e o cantor Elton John aparecem nesse episódio também.